# Ivan Perrillat Boiteux
Ivan Perrillat Boiteux (* 28. Dezember 1985 in Annecy) ist ein ehemaliger französischer Skilangläufer.

## Werdegang
Boiteux nahm bis 2012 vorwiegend am Alpencup teil. Sein Weltcupdebüt hatte er 2008 in La Clusaz, das er auf dem 37. Platz im 30-km-Massenstartrennen beendete. 2009 und 2010 siegte er beim Marathon de Bessans über 42 km Freistil. Sein nächstes Weltcuprennen hatte er 2010 das er ebenfalls auf dem 37. Platz beendete. Seine ersten Weltcuppunkte holte er 2012 mit dem 21. Platz im 15-km-Massenstartrennen in Rybinsk. Bei den französischen Skilanglaufmeisterschaften 2012 in Bessans gewann er Gold über 15 km Freistil. 2012 und 2014 siegte er beim La Foulée Blanche über 42 km Freistil. In der Saison 2012/13 erreichte mit dem 20. Platz in Davos über 30 km Freistil, sein bisher bestes Weltcupergebnis im Einzel. Bei den nordischen Skiweltmeisterschaften 2013 im Val di Fiemme wurde er Neunter mit der Staffel. Die Tour de Ski 2013/2014 beendete er auf dem 37. Rang. Bei den Olympischen Winterspielen 2014 in Sotschi erreichte Boiteux den 13. Platz über 50 km Freistil und gewann Bronze mit der Staffel. Die Saison beendete er auf dem 85. Platz im Gesamtweltcup. Nach Platz zwei über 15 km Freistil beim Alpencup in Hochfilzen zu Beginn der Saison 2015/16, belegte den dritten Platz beim La Foulée Blanche und jeweils den zweiten Rang beim Dolomitenlauf und beim American Birkebeiner. Zum Saisonende wurde er Vierter in der Gesamtwertung des Worldloppet Cups. Nach Platz zwei beim Marathon de Bessans im Januar 2017, siegte er beim Dolomitenlauf und belegte beim Transjurassienne den dritten Rang. Die Saison beendete er auf dem zweiten Platz in der Gesamtwertung des Worldloppet Cups. Zu Beginn der Saison 2017/18 siegte er über 15 km klassisch beim Alpencup in Prémanon. Es folgte der erste Platz beim Transjurassienne, der dritte Rang beim Tartu Maraton und jeweils der zweite Platz beim American Birkebeiner und beim König-Ludwig-Lauf und gewann damit die Gesamtwertung des Worldloppet Cups.

## Erfolge

### Siege bei Continental-Cup-Rennen
| Nr. | Datum            | Ort      | Disziplin       | Serie    |
| --- | ---------------- | -------- | --------------- | -------- |
| 1.  | 7. Januar 2012   | Arvieux  | 10 km Freistil  | Alpencup |
| 2.  | 10. März 2012    | Rogla    | 10 km Freistil  | Alpencup |
| 3.  | 9. Dezember 2017 | Prémanon | 15 km klassisch | Alpencup |

### Siege bei Worldloppet-Cup-Rennen
Anmerkung: Vor der Saison 2015/16 hieß der Worldloppet Cup noch Marathon Cup.
| Nr. | Datum            | Ort     | Rennen           | Disziplin                  |
| --- | ---------------- | ------- | ---------------- | -------------------------- |
| 1.  | 22. Januar 2017  | Lienz   | Dolomitenlauf    | 60 km Freistil Massenstart |
| 2.  | 11. Februar 2018 | Lamoura | Transjurassienne | 68 km Freistil Massenstart |

## Weltcup-Statistik
Die Tabelle zeigt die erreichten Platzierungen im Einzelnen.
- 1.–3. Platz: Anzahl der Podiumsplatzierungen
- Top 10: Anzahl der Platzierungen unter den ersten zehn
- Punkteränge: Anzahl der Platzierungen innerhalb der Punkteränge
- Starts: Anzahl gelaufener Rennen in der jeweiligen Disziplin
- Hinweis: Bei den Distanzrennen erfolgt die Einordnung gemäß FIS.

| Platzierung         | Distanzrennen a | Distanzrennen a | Distanzrennen a | Distanzrennen a | Distanzrennen a | Skiathlon Verfolgung | Sprint | Etappen- rennen b | Gesamt | Team c | Team c  |
| Platzierung         | ≤ 5 km          | ≤ 10 km         | ≤ 15 km         | ≤ 30 km         | > 30 km         | Skiathlon Verfolgung | Sprint | Etappen- rennen b | Gesamt | Sprint | Staffel |
| ------------------- | --------------- | --------------- | --------------- | --------------- | --------------- | -------------------- | ------ | ----------------- | ------ | ------ | ------- |
| 1. Platz            |                 |                 |                 |                 |                 |                      |        |                   |        |        |         |
| 2. Platz            |                 |                 |                 |                 |                 |                      |        |                   |        |        |         |
| 3. Platz            |                 |                 |                 |                 |                 |                      |        |                   |        |        |         |
| Top 10              |                 |                 |                 |                 |                 |                      |        |                   |        |        | 4       |
| Punkteränge         | 1               |                 | 3               | 2               | 1               | 1                    |        |                   | 8      |        | 5       |
| Starts              | 4               | 4               | 16              | 6               | 1               | 11                   | 7      | 2                 | 51     |        | 5       |
| Stand: Karriereende |                 |                 |                 |                 |                 |                      |        |                   |        |        |         |